# اکسی‌بوتینین
اکسی‌بوتینین (به انگلیسی: Oxybutynin Chloride)
نامهای تجارتی: Ditropan - Exybutin
رده درمانی: آنتی اسپاسمودیک مجاری ادراری
رده فارماکولوژیک: نسل سوم آمین سنتتیک
اشکال دارویی: قرص ۵ میلی‌گرمی

## استریو شیمی
Oxybutynin شامل یک Stereocenter و شامل دو انانتیمر اس - و (S) فرم ۱ مخلوطی از (R):
| آنتی متان اکسی بیاتینین | آنتی متان اکسی بیاتینین |
| ----------------------- | ----------------------- |
| CAS-Nummer: 119618-21-2 | CAS-Nummer: 119618-22-3 |

## مکانیسم اثر
مکانیسم اثر آنتی اسپاسمودیک اکسی‌بوتینین از طریق افزایش ظرفیت مثانه و کاهش فرکانس انقباضات عضله دترسور اعمال می‌شود. این دارو، دارای اثرات آنتی موسکارینیک بر روی عضلهٔ صاف می‌باشد.
- نکته از کتاب کاتزونگ: بلوکرهای کولینورسپتورها یا آنتاگونیستهای گیرنده‌های کولینرژیک یا داروهای آنتی کولینرژیک، بر پایهٔ طیف عملکردشان (مسدود کردن گیرنده‌های نیکوتینی یا موسکارینی) به دو زیرگروه آنتاگونیست‌های موسکارینی و آنتاگونیست‌های نیکوتینی تقسیم می‌شوند که اکسی‌بوتینین جزو گروه آنتاگونیست‌های موسکارینی است.

## موارد مصرف
تنها مورد مصرف این دارو، به عنوان آنتی اسپاسمودیک در مثانه نوروژنیک می‌باشد.
- نکته از کتاب کاتزونگ: گلیکوپیرولات، مت اسکوپولامین و اکسی بوتینین، آنتاگونیست‌های موسکارینی هستند که در درمان فوریت ادرار (Urgency) در سیستیت خفیف و به منظور کاهش اسپاسمهای مثانه به دنبال جراحیهای اورولوژیک استفاده می‌شوند. البته گلیکوپیرلوت و مت‌اسکوپولامین اثرات کمتری بر روی CNS دارند.

## شیوه مصرف
- در بالغین: ۵ میلی‌گرم از راه خوراکی، ۲ تا ۳ بار در روز تجویز می‌شود. حداکثر دوزاژ دارو ۵ میلی‌گرم چهار بار در روز است.
- در کودکان بزرگتر از ۵ سال: ۵ میلی‌گرم از راه خوراکی دو بار در روز تجویز می‌شود. حداکثر دوزاژ دارو ۵ میلی‌گرم، سه بار در روز است.

## موارد منع مصرف
- انسداد ناقص یا کامل دستگاه گوارش
- گلوکوم
- سرطان پروستات
- میاستنی گراو
- ایلئوس آدینامیک
- مگاکولون
- کولیت اولسراتیو (کولیت اولسروز)
- بیماران مسن و ناتوان مبتلا به آتونی روده
- اوروپاتی انسدادی

توجه: از اکسی‌بوتینین در افراد مسن، مبتلایان به نوروپاتی اتونوم، بیماری کلیه و کبد و در ریفلاکس ازوفاژیتیس، باید با احتیاط استفاده کرد.

## تداخلات دارویی
- اثرات آنتی کولینرژیک این دارو، به دنبال مصرف سایر داروهای آنتی‌کولینرژیک، نظیر داروهای ضد افسردگی، فنوتیازینها و هالوپریدول تشدید می‌گردد.
- اثرات تضعیف‌کنندگی این دارو بر روی دستگاه عصبی مرکزی به دنبال مصرف سایر داروهای تضعیف‌کننده سیستم اعصاب مرکزی نظیر: آنتی هیستامینها، نارکوتیکها و داروهای آرامبخش و خواب‌آور تشدید می‌گردد.

## عوارض جانبی
- در دستگاه اعصاب مرکزی: سرگیجه، بی خوابی، خواب آلودگی، برافروختگی
- در دستگاه قلب و عروق: تپش قلب، تاکی کاردی
- در دستگاه تناسلی ادراری: ایمپوتانس (ناتوانی جنسی)، احتباس ادراری، اشکال در ادرار کردن
- در پوست: کهیر، راش، واکنش‌های شدید آلرژیک در بیماران حساس به آنتی کولینرژیکها.
- در دستگاه گوارش: تهوع، استفراغ، یبوست
- در سایر دستگاه‌ها: کاهش تعریق، تب، مهار ترشح شیر

1. توجه مهم: در صورت ایجاد واکنش افزایش حساسیت یا علایم دیسترس تنفسی یا اشکالات عروقی یا بروز تحریک در سیستم اعصاب مرکزی، باید مصرف اکسی بوتینین را فوراً قطع نمود.